# Плисфен (сын Фиеста)
Плисфен (др.-греч. Πλεισθένης) — персонаж древнегреческой мифологии из микенского царского рода Пелопидов, сын Фиеста. Брат последнего Атрей, чтобы отомстить Фиесту, приказал убить Плисфена и его брата Тантала, а их мясо приготовить и подать на стол. По словам Псевдо-Гигина, «когда Фиест ел, Атрей приказал принести руки и головы мальчиков». Это злодеяние стало причиной «проклятия Атридов». В исторические времена события, связанные с «трапезой Фиеста», показали в своих произведениях многие драматурги, в числе которых Софокл, Еврипид, Квинт Энний, Луций Акций, Луций Анней Сенека.